# 濱名一哉
濱名 一哉（はまな かずや、1956年 - ）は、日本の映画プロデューサー（エグゼクティブプロデューサー）。

## 来歴
大阪芸術大学在学中から自主映画活動をはじめ卒業後、早稲田大学シネマ研究会のエースだった山川直人監督と組み1980年に映画『アナザサイド』（主演室井滋、内藤剛志）を製作する。この作品は「自主映画の異端の金字塔」と評価されたが、製作費不足によりマイナスを抱え自主映画から引退した。その後、1982年に映画プロデューサー山本又一朗が率いるフィルムリンクインターナショナルに入社し、映画監督の森谷司郎に師事（その数十年後、濱名は森谷が監督した『日本沈没』をリメイクしている）。その後セゾングループ、エクゼ他を経て、1991年にTBS入社。1993年までプロデューサー名義「山下雄大」として活動した。
映画専門職のプロデューサーとしてTBS製作映画の最高責任者を長く務め、2000年代後半にはフジテレビ亀山千広（踊る大捜査線ほか）日本テレビ奥田誠治（スタジオジブリ作品ほか）とともに「日本映画界3大ヒットメーカー」と称された。
主な大ヒット作に『陰陽師』『世界の中心で、愛をさけぶ』『いま、会いにゆきます』『NANA』『日本沈没』『クローズZERO』『涙そうそう』『恋空』『のぼうの城』など多数、多ジャンルに及び現在まで109本の映画をプロデュースし、その総興行収入は1400億円を超えている。
2015年にワーナーブラザースジャパンに入社。ローカルプロダクション エグゼクティブプロデューサーとして着任し、以降「鋼の錬金術師シリーズ」『雪の華』『仮面病棟』『陰陽師0』『はたらく細胞』などをプロデュースした。
2023年末をもってワーナーブラザースジャパンを退社し、2024年、映像プロデュース会社・株式会社サカエソウ・トラストを設立した。
同年、Netflix社と独占プロデューサー契約を締結した。
－受賞歴－
2005年「エランドール賞 プロデューサー奨励賞」受賞
2007年「第13回 AMD Award 理事長賞」受賞
2007年「第26回 藤本賞」受賞（年間最優秀プロデューサー賞）
早稲田大学客員教授（2004年〜2014年）
大阪芸術大学客員教授（2014年〜）

## 主な作品

### エグゼクティブプロデューサー
TBS時代
- 1・2の三四郎（1995年）
- 感染・予言（2004年）
- 輪廻（2005年）
- 叫（2006年）
- バッテリー（2006年）
- NANA2（2006年）
- 犬神家の一族（2006年）
- 日本沈没（2006年）
- そのときは彼によろしく（2007年）
- ベクシル 2077日本鎖国（2007年）
- 恋空（2007年）
- 映画 クロサギ（2008年）
- 砂時計（2008年）
- 花より男子F（2008年）
- 私は貝になりたい（2008年）
- ROOKIES-卒業-（2009年）
- レイトン教授と永遠の歌姫（2009年）
- ハナミズキ（2010年）
- 大奥（2010年）
- もし高校野球の女子マネージャーがドラッカーの『マネジメント』を読んだら（2011年）
- こちら葛飾区亀有公園前派出所 THE MOVIE 〜勝どき橋を封鎖せよ!〜（2011年）
- 麒麟の翼 〜劇場版・新参者〜（2012年）
- 劇場版 SPEC〜天〜（2012年）
- 大奥〜永遠〜［右衛門佐・綱吉篇］（2012年）
- 図書館戦争（2013年）
- 劇場版 SPEC〜結〜 漸ノ篇/爻ノ篇（2013年）
- 万能鑑定士Q -モナ・リザの瞳-（2014年）

ワーナー ブラザース ジャパン時代
- 鋼の錬金術師（2017年）
- 去年の冬、きみと別れ（2018年）
- 春待つ僕ら（2018年）
- 雪の華（2019年）
- 仮面病棟（2020年）
- 嘘喰い（2022年）
- 鋼の錬金術師 完結編 復讐者スカー/最後の錬成（2022年）
- TANG タング（2022年）

### プロデュース・プロデューサー
- 高校教師（1993年）
- Jリーグを100倍楽しく見る方法!!（1994年）
- 義務と演技（1997年）
- 大安に仏滅!?（1998年）
- スプリガン（1998年）
- アンドロメディア（1998年）
- 催眠（1999年）
- クロスファイア（2000年）
- ケイゾク/映画 Beautiful Dreamer（2000年）
- 連弾（2001年）
- 陰陽師（2001年）
- マッスルヒート（2002年）
- 半落ち（2003年）
- 陰陽師II（2003年）
- 世界の中心で、愛をさけぶ（2004年・協力）
- 涙そうそう（2006年）
- ICHI（2008年）
- 先生!、、、好きになってもいいですか?（2017年）

### 企画
- 逮捕しちゃうぞ（1999年）
- はつ恋（2000年）
- 黄泉がえり（2002年）
- 命（2002年）
- 木更津キャッツアイ 日本シリーズ（2003年）
- あずみ（2003年）
- いま、会いにゆきます（2004年）
- あずみ2 Death or Love（2004年）
- 下妻物語（2004年）
- NANA（2005年）
- 木更津キャッツアイ ワールドシリーズ（2006年）
- 包帯クラブ（2007年）
- クローズZERO（2007年）
- クローズZEROII（2009年）
- キラー・ヴァージンロード（2009年）
- ももへの手紙（2012年）
- ルパン三世（2014年）
- 陰陽師0（2024年）
- はたらく細胞（2024年）

### 共同製作総指揮
- ドラゴンヘッド（2003年）

### 製作代表
- 鋼の錬金術師 嘆きの丘の聖なる星（2011年）

### その他
- アンネの日記（1995年）
- ジョジョの奇妙な冒険 ダイヤモンドは砕けない 第一章（2017年） - プランニングスーパーバイザー

## 受賞歴
- エランドール賞・プロデューサー賞（田中友幸基金賞）奨励賞（2006年）
- 第26回藤本賞（2007年）